# Tuur Bras
Tuur Bras (5 oktober 1999) is een Belgische atleet, die gespecialiseerd is in het hordelopen. Hij werd tweemaal Belgisch kampioen op de 400m horden.

## Biografie
Bras nam in 2016 op de 110 m horden deel aan de Europese kampioenschappen U18 in Tbilisi. Hij behaalde de zilveren medaille.  Het jaar nadien nam hij op hetzelfde nummer deel aan de Europese kampioenschappen U20 in Grosseto. Hij werd uitgeschakeld in de halve finale. In 2018 werd hij op de Wereldkampioenschappen U20 in Tampere ook uitgeschakeld in de halve finale.
In 2020 werd Bras voor het eerst Belgisch kampioen op de 400 m horden. Een titel die hij in 2021 kon verlengen.
Clubs
Bras is aangesloten bij Olympic Essenbeek Halle.

## Belgische kampioenschappen
| Onderdeel    | Jaar       |
| ------------ | ---------- |
| 400 m horden | 2020, 2021 |

## Persoonlijk record
| Onderdeel    | Prestatie | Datum           | Plaats             |
| ------------ | --------- | --------------- | ------------------ |
| 400 m horden | 50,23 s   | 3 augustus 2025 | Brussel            |
| 300 m horden | 36,68 s   | 3 juni 2025     | Bergen (Noorwegen) |

## Palmares

### 110 m horden
- 2016:  EK U18 in Tbilisi - 13,42 s
- 2017: 5e in ½ fin. EK U20 in Grosseto - 14,11 s
- 2018: 3e in ½ fin. WK U20 in Tampere - 13,76 s

### 400 m horden
- 2015:  EJOF in Tbilisi - 53,63 s
- 2019:  BK AC - 51,57 s
- 2020:  BK AC - 50,69 s
- 2021:  BK AC - 50,58 s
- 2024:  BK AC - 51,09 s
- 2025:  BK AC - 50,23 s